# 小村大一
小村 大一（おむら たいち、1986年〈昭和61年〉11月1日 - ）は、日本の実業家・経営者。
オイテル株式会社創業者、元代表取締役社長CEO。

## 来歴
高校在学中に、カナダへ留学し帰国後に高校を中退。2016年11月、YUCHANT Bankers株式会社（現・オイテル株式会社）を設立した。2023年7月、オイテル株式会社をIBGメディア株式会社へ売却。

## 受賞歴
- 2023年 - 世界を救う希望100人「NEXT100」に選出（Forbes Japan）[4]

## 出演

### ラジオ
- 〜JK RADIO〜TOKYO UNITED（2021年8月13日、J-WAVE）
- ENEOS FOR OUR EARTH -ONE BY ONE-（2022年11月5日、J-WAVE）

### 雑誌
- 週刊エコノミスト（2022年2月15日号、毎日新聞出版）

### テレビ
以下オイテル社としての出演を含む。
- Live News イット!（2021年3月10日、フジテレビ）
- news zero（2021年3月15日、日本テレビ）
- Nスタ（2021年4月9日、TBS）
- 国際報道2021（2021年4月10日、NHK BS・NHK総合）
- Oha!4 NEWS LIVE（2022年5月31日、日本テレビ）
- フューチャーランナーズ〜17の未来〜（2023年3月8日、フジテレビ）
- ワールドビジネスサテライト（2023年6月13日、テレビ東京）